# 2021年环意自行车赛
2021年环意自行车赛是第104届环意自行车赛，于2021年5月8日至30日进行。最初组委会将该届比赛的起点设在西西里，2021年2月4日，组委会宣布将该届比赛的起点改为都灵。终点则设在米兰。
总共有来自23支车队的184名运动员参加此次比赛，其中19支为世界职业车队，另外4支为外卡车队。最终来自英力士车队的伊根·贝尔纳尔以86小时17分28秒的总成绩，收获个人第二个自行车三大环赛总冠军，成为历史上第四位在25岁前收获环法和环意两项冠军的选手，来自巴林勝利車隊的达米亚诺·卡鲁索和来自BikeExchange车队的西蒙·耶茨分别获得二三名。